# Pittsburgh International Race Complex
O Pittsburgh International Race Complex é um autódromo localizado em Wampum, Pensilvânia, Estados Unidos.

## História

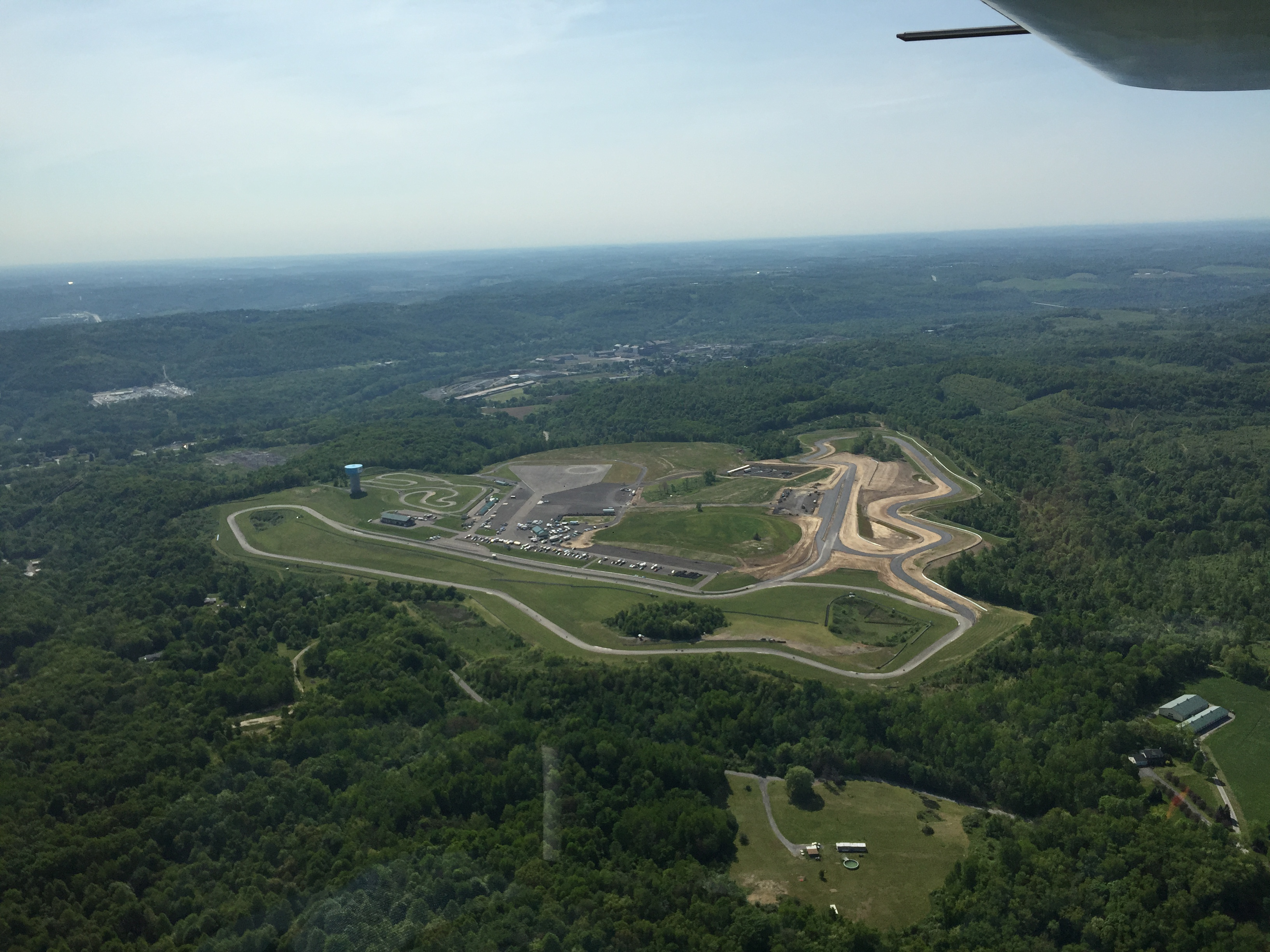
Vista aérea do circuito.

A pista foi inaugurada em dezembro de 2001. Foi inaugurada oficialmente em 1 de julho de 2002 como o BeaveRun Motorsports Complex. Ele incluiu um percurso misto de 1,6 milhas, uma pista de kart de 0,82 milhas e um skidpad de seis acres usado para treinamento de motoristas e autocross. Em 2004, começaram os trabalhos de adição de uma milha além da pista principal, com árvores sendo cortadas e planos elaborados, mas o projeto foi suspenso em 2006. Um centro de eventos de 12.000 pés quadrados com vista para a North Track também foi construído neste momento.
Em 2011, a pista foi comprada por Jim e Kathy Stout e renomeada como Pittsburgh International Race Complex. Uma reforma em três etapas da instalação começou logo depois. A adição da pista sul, que adicionou 1,9 km de pista, foi a maior atualização da instalação e foi concluída em 2015. Ela pode ser executada como seu próprio circuito ou combinada com a pista norte. Uma Área de Dinâmica de Veículos expandida também fez parte das reformas da instalação. As trilhas Norte e Sul foram repavimentadas em 2017. Um novo edifício de tempo e pontuação localizado no pit lane foi concluído em 2017.